# San Antonio de Padua
San Antonio de Padua (o semplicemente Padua) è una città dell'Argentina, appartenente alla provincia di Buenos Aires, nel dipartimento di Merlo, 29 km a ovest della capitale. Fa parte del secondo cordone urbano della Grande Buenos Aires. Conta 37 755 abitanti.

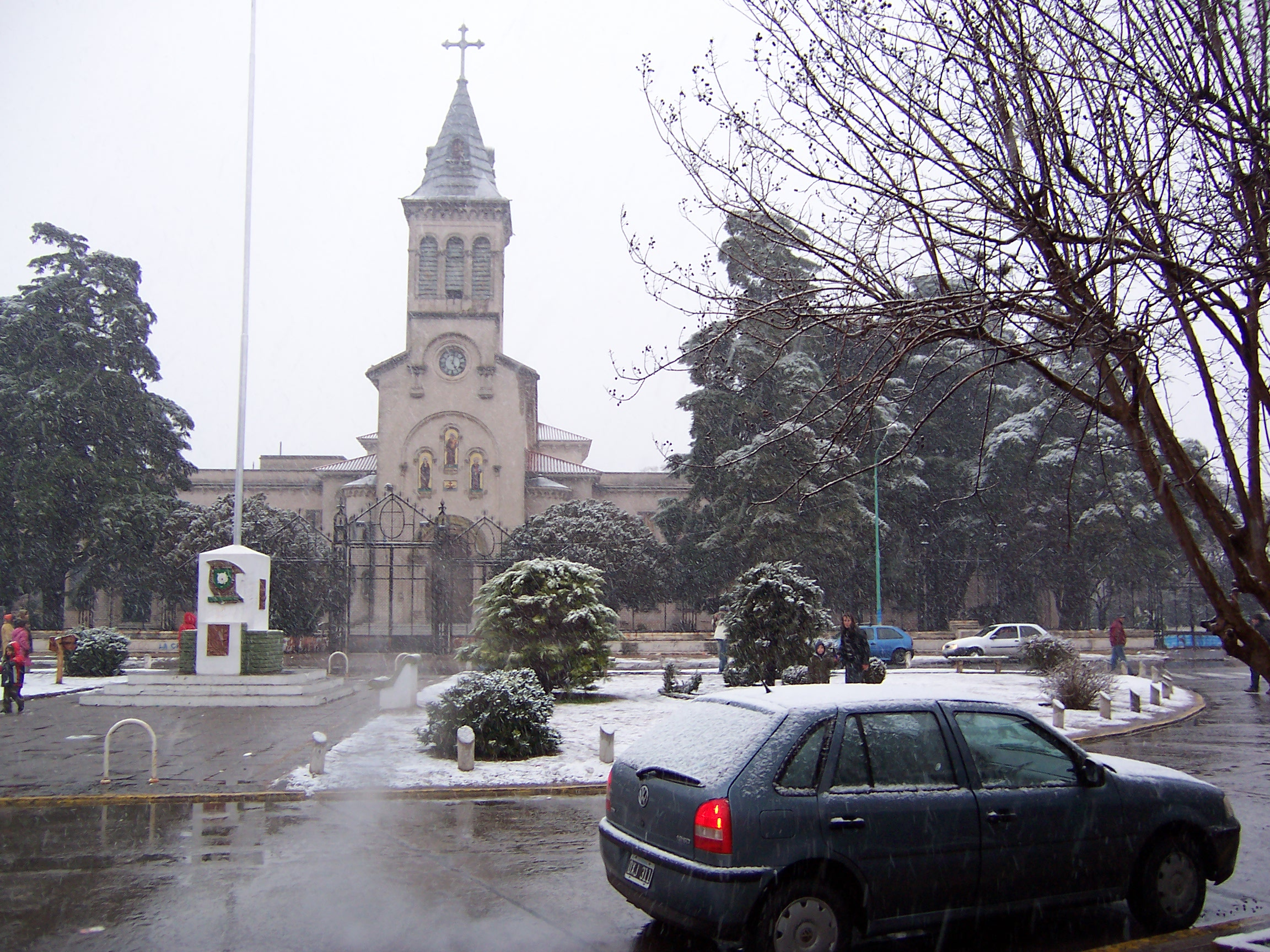
Chiesa di San Antonio de Padua, città di San Antonio de Padua.

Il villaggio di San Antonio de Padua fu dichiarato "città" con la legge provinciale 8212 dell'11 settembre 1974. Deve il suo nome a Sant'Antonio di Padova.
La città confina con le città di Merlo, Libertad e Ituzaingó.

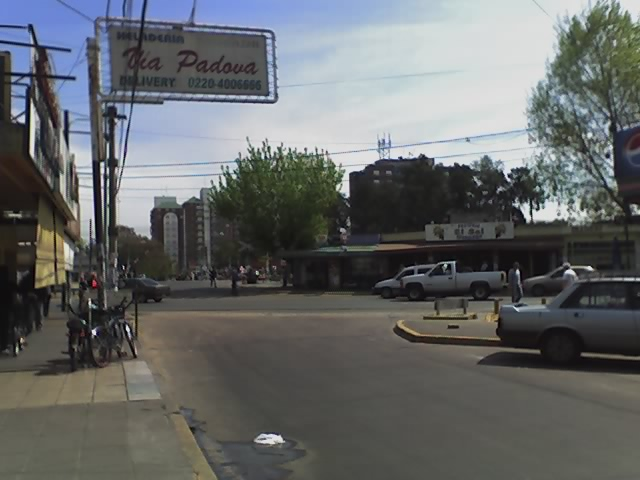
Avenida Noguera, vie principali del centro di San Antonio de Padua.